# Constante de récurrence quadratique de Somos
En analyse mathématique et en théorie des nombres, la constante de récurrence quadratique de Somos, ou simplement constante de Somos, est une constante définie comme une expression d'une infinité de racines carrées imbriquées. Elle apparaît lors de l'étude du comportement asymptotique d'une certaine suite récurrente quadratique (d'où son nom) et également en relation avec les représentations binaires de nombres réels compris entre zéro et un. La constante, nommée en référence à Michael Somos (en), est définie par :
{\displaystyle \sigma ={\sqrt {1{\sqrt {2{\sqrt {3{\sqrt {4{\sqrt {5\cdots }}}}}}}}}}}
ce qui donne pour développement décimal :
{\displaystyle \sigma =1,661687949633594121295\dots \;} (suite A112302 de l'OEIS).

## Définitions par produits infinis et séries
La constante de Somos est définie par le produit infini :
{\displaystyle \sigma =\prod _{k=1}^{\infty }k^{1/2^{k}}=1^{1/2}\;2^{1/4}\;3^{1/8}\;4^{1/16}\dots }
Cela peut être facilement réécrit sous forme d'un produit infini à convergence beaucoup plus rapide :
{\displaystyle \sigma =\left({\frac {2}{1}}\right)^{1/2}\left({\frac {3}{2}}\right)^{1/4}\left({\frac {4}{3}}\right)^{1/8}\left({\frac {5}{4}}\right)^{1/16}\dots }
ou sous forme compacte :
{\displaystyle \sigma =\prod _{k=1}^{\infty }\left({\frac {k+1}{k}}\right)^{1/2^{k}}=\prod _{k=1}^{\infty }\left(1+{\frac {1}{k}}\right)^{1/2^{k}}}.
Une autre écriture du produit est donnée par : 
{\displaystyle \sigma =\prod _{n=1}^{\infty }\prod _{k=0}^{n}(k+1)^{(-1)^{k+n}{\binom {n}{k}}}}
Voici quelques expressions pour {\displaystyle \ln \sigma } (suite A114124 de l'OEIS) :
{\displaystyle \ln \sigma =\sum _{k=1}^{\infty }{\frac {\ln k}{2^{k}}}} ;
{\displaystyle \ln \sigma =\sum _{k=1}^{\infty }{\frac {(-1)^{k+1}}{k}}{\text{Li}}_{k}\left({\frac {1}{2}}\right)}
où {\displaystyle \operatorname {Li} _{k}} désigne le polylogarithme ;
{\displaystyle \ln {\frac {\sigma }{2}}=\sum _{k=1}^{\infty }{\frac {1}{2^{k}}}\left(\ln \left(1+{\frac {1}{k}}\right)-{\frac {1}{k}}\right)}

## Expressions intégrales
Des expressions intégrales de {\displaystyle \ln \sigma } sont données par :
{\displaystyle \ln \sigma =\int _{0}^{1}{\frac {1-x}{(x-2)\ln x}}\,\mathrm {d} x} ;
{\displaystyle \ln \sigma =\int _{0}^{1}\int _{0}^{1}{\frac {-x}{(2-xy)\ln(xy)}}\,\mathrm {d} x\mathrm {d} y}.

## Autres formules
La constante {\displaystyle \sigma } apparaît lors de l'étude du comportement asymptotique de la suite définie par récurrence par :
{\displaystyle g_{0}=1}
{\displaystyle g_{n}=ng_{n-1}^{2},\qquad n\geqslant 1}
de premiers termes 1, 1, 2, 12, 576, 1658880, ... (suite A052129 de l'OEIS).   
On peut montrer que cette suite a pour équivalent à l'infini : {\displaystyle g_{n}\sim {\frac {\sigma ^{2^{n}}}{n}}}, et qu'on a le développement asymptotique suivant :  
{\displaystyle {\frac {\sigma ^{2^{n}}}{g_{n}}}=n+2-n^{-1}+4n^{-2}-21n^{-3}+138n^{-4}+O(n^{-5})}.
Guillera et Sondow donnent une expression en fonction d'une dérivée partielle de la fonction transcendante de Lerch {\displaystyle \Phi (z,s,q)}
{\displaystyle \ln \sigma =-{\frac {1}{2}}{\frac {\partial \Phi }{\partial s}}\!\left(1/2,0,1\right)}.
Si l'on définit la fonction suivante (qui donne la constante d'Euler-Mascheroni pour {\displaystyle z=1}), désignée en anglais par "generalized-Euler-constant function", par   :
{\displaystyle \gamma (z)=\sum _{n=1}^{\infty }z^{n-1}\left({\frac {1}{n}}-\ln \left({\frac {n+1}{n}}\right)\right)},
on a,,
{\displaystyle \gamma \left({\frac {1}{2}}\right)=2\ln {\frac {2}{\sigma }}}.

## Universalité
On peut définir un « développement binaire continu » des nombres réels de l'ensemble {\displaystyle ]0;1]}, de manière similaire au développement décimal ou au développement en fraction continue simple. On le fait en considérant l'unique développement en base 2 d'un nombre {\displaystyle x\in ]0;1]} qui se termine par une infinité de 1 (par exemple, en écrivant le nombre 1/2 sous la forme {\displaystyle 0,01111..._{2}} au lieu de {\displaystyle 0,1_{2}} ). Ensuite, on définit une suite {\displaystyle (a_{k})_{k\geqslant 1}} qui donne la différence des positions successives des chiffres 1 dans ce développement binaire. On écrit ce développement de {\displaystyle x} sous la forme :
{\displaystyle x=\langle a_{1},a_{2},a_{3},...\rangle =\sum _{k=1}^{\infty }2^{-(a_{1}+...+a_{k})}}.

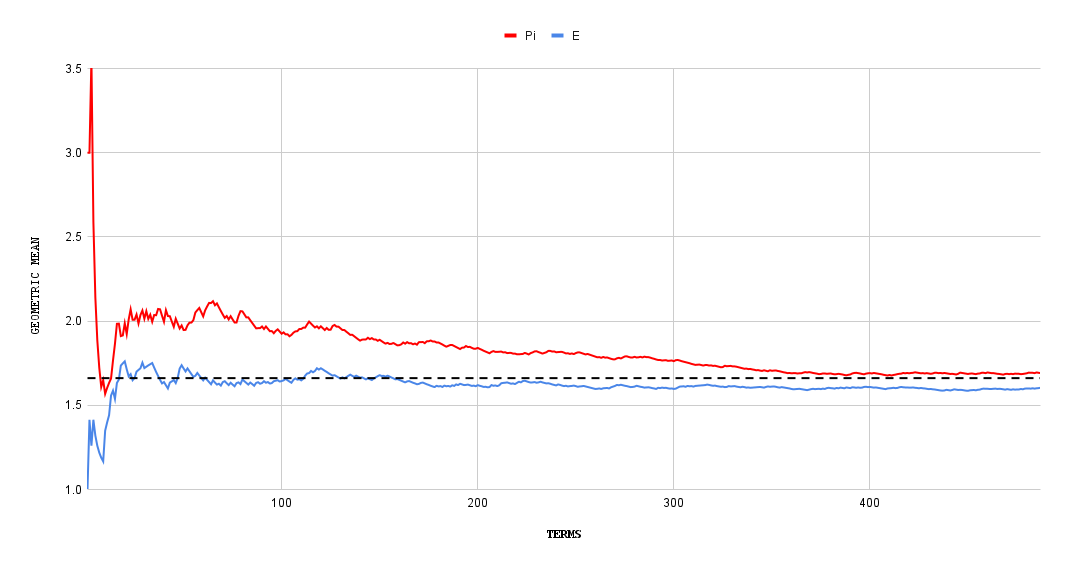
Les moyennes géométriques des termes pour et e semblent tendre vers la constante de Somos.

Par exemple, pour la partie fractionnaire de π on a :
{\displaystyle \{\pi \}=0,14159\,26535\,89793...=0,00100\,10000\,11111..._{2}} suite A004601 de l'OEIS.
Le premier 1 apparaît en position 3 après la virgule, le 1 suivant apparaît trois places après le premier, le troisième 1 apparaît cinq places après le deuxième, etc. En continuant de cette manière, on obtient :
{\displaystyle \pi -3=\langle 3,3,5,1,1,1,1...\rangle }, suite A320298 de l'OEIS.
Cela définit une bijection {\displaystyle ]0;1]\mapsto {\mathbb {N} ^{*}}^{\mathbb {N} ^{*}}}, telle qu'à tout nombre réel {\displaystyle x\in \left]0;1\right]} correspond la suite {\displaystyle (a_{k})_{k\geqslant 1}} définie par {\displaystyle x=\sum _{k=1}^{\infty }2^{-(a_{1}+...+a_{k})}}  .
Jörg Neunhäuserer a prouvé en 2020 que pour presque tout nombre {\displaystyle x\in ]0;1]} la limite de la moyenne géométrique des premiers termes {\displaystyle a_{k}} converge vers la constante de Somos. Autrement dit, pour presque tout nombre de cet intervalle, on a:
{\displaystyle \sigma =\lim _{n\to \infty }{\sqrt[{n}]{a_{1}a_{2}...a_{n}}}}.
La constante de Somos est universelle pour les « développements binaires continus » des nombres {\displaystyle x\in \left]0;1\right]} dans le même sens que la constante de Khintchine est universelle pour les développements en fraction continue simple des nombres {\displaystyle x\in \mathbb {R} }.

## Généralisation
Les constantes de Somos généralisées sont définies par :
{\displaystyle \sigma _{t}=\prod _{k=1}^{\infty }k^{1/t^{k}}=1^{1/t}\;2^{1/t^{2}}\;3^{1/t^{3}}\;4^{1/t^{4}}\dots }
pour {\displaystyle t>1} ; en particulier, {\displaystyle \sigma _{2}=\sigma }.
Leur logarithme est donc défini par les sommes de séries :
{\displaystyle \ln \sigma _{t}=\sum _{k=1}^{\infty }{\frac {\ln k}{t^{k}}}}.
On a également un lien avec la fonction γ définie ci-dessus:
{\displaystyle \gamma \left({\frac {1}{t}}\right)=t\ln \left({\frac {t}{(t-1)\sigma _{t}^{t-1}}}\right)}
et la limite suivante, où {\displaystyle \gamma } est la constante d'Euler :
{\displaystyle \lim _{t\rightarrow 0^{+}}t\sigma _{t+1}^{t}=\mathrm {e} ^{-\gamma }}.

### Propriété d'universalité
La propriété d'universalité se généralise aux réels {\displaystyle x\in \left]0;1\right]} ayant un développement en base {\displaystyle b} entier {\displaystyle \geqslant 2}  de la forme{\displaystyle x=(b-1)\sum _{k=1}^{\infty }b^{-(a_{1}+\dots +a_{k})}}; pour presque tout réel de ce type, on a:
{\displaystyle \sigma _{b}=\lim _{n\to \infty }{\sqrt[{n}]{a_{1}a_{2}...a_{n}}}}.